# بی‌آی‌او هسپریدس
بی‌آی‌او هسپریدس (به انگلیسی: BIO Hesperides) یک کشتی است که طول آن ۸۲٫۵ متر (۲۷۰ فوت ۸ اینچ) و ارتفاع آن ۷٫۳۵ متر (۲۴ فوت ۱ اینچ) می‌باشد. این کشتی در سال ۱۹۹۰ ساخته شد.